# Министерство культуры Перу
Министерство культуры Перу координирует культурную политику страны, отчитываясь Конгрессу Перу, состоит из следующего высшего руководства:
- Министр культуры
- Замминистра культурного наследия и культурной индустрии
- Замминистра по межкультурным делам
- Генеральный секретарь

## Подведомственные органы
- Национальный институт культуры
- Национальная библиотека Перу
- Национальный институт развития коренной культуры
- Институт радио и телевидения Перу